# ケアリーバー
ケアリーバーとは、児童養護施設や里親家庭などの社会的養護の経験者のことを指す。「ケア」（care。保護）と「リーバー」（leaver。離れた人）を合わせた造語である。行政などの資料では、ケアリーバーと併記して社会的養護経験者という別名も使われる。
日本においては、原則として18歳に到達すると社会的養護から離れて自立を求められる。しかしながら施設等を離れても頼れる大人が身近にいないケースが多く、生活苦に陥るケースが後を絶たない。こうした実情から、18歳の壁が問題になっていた。この問題に対して、2024年4月に改正児童福祉法が施行され、自治体が必要と判断するまでの最長で22歳まで延長された。

## 概説
厚生労働省が2021年に公表した全国調査の結果によると、ケアリーバーの20%超が自立後赤字生活に陥っていて、特に子どもを有するケアリーバーでは赤字生活に陥る者の割合が40%にまで達している。一方で、直近1年間の施設等との連絡頻度をみると、「2〜3か月に1回以上」の割合が最も高く27.2%となり、次いで「月に1回以上」（20.7%）、「半年間に1回以上」（18.8%）、「1年間に1回もない」（14.2%）となっていて、必ずしも周囲に頼れる大人が寄り添えているわけではない実情も浮かび上がった。
ケアリーバーが社会問題となるのは、孤立状態のままでいると貧困や虐待が連鎖する可能性があることである。もっとも、日本の児童福祉法をはじめとする諸法令では18歳を境に支援に切れ目が生じるため、包括的な支援が難しいのが課題である。厚生労働省は2022年開催の第208回国会に児童福祉法等の改正法案を提出、社会的養護自立支援事業の充実等を図る考えである。
各地の自治体や支援団体もケアリーバーへの支援に取り組んでいる。世田谷区では2016年に「世田谷区児童養護施設等奨学基金」を創設、寄付で賄った基金をもとに進学するケアリーバーへの給付型奨学金事業や住宅支援、居場所支援を開始している。山梨県では支援が必要なケアリーバーに出身施設の職員や里親を派遣し、自立語も継続的に寄り添う仕組みを整えている。ただ、厚生労働省の全国調査では児童相談所を設置する73自治体のうち独自の自立支援事業がない自治体は全体の61.6%にのぼり、自治体の支援はまだ多くないのが実情である。武蔵野大学講師の永野咲は「公的に保護した子どもは、公的機関が見守り続ける必要がある。行政は民間や施設などを巻き込み、本人に寄りそう活動に本腰を入れるべきだ」と話す。
自身もケアリーバーである田中れいかは、退所後のケアの必要性を重視し、今後の児童養護施設について、全国児童養護施設協議会「今後の児童養護施設に求められるもの 最終報告書」を引きながら「施設を拠点としたアフターケア（施設退所後の支援）が充実していく」と展望する。「退所後に施設とのつながりが薄くなることで、社会から孤立してしまう子を減らすために必要だと思っています。」と田中は説く。